# Baba Masahiro
Masahiro Baba (sinh ngày 6 tháng 5 năm 1990) là một cầu thủ bóng đá người Nhật Bản.

## Sự nghiệp câu lạc bộ
Masahiro Baba đã từng chơi cho Azul Claro Numazu.